# Джеймс Елліот
Джеймс Елліот (англ. James L. Elliot; 17 червня 1943 — 3 березня 2011) — американський астроном, який відкрив кільцеву систему Урана і атмосферу Плутона.
Елліот закінчив Массачусетський технологічний інститут (MIT) у 1965 і отримав ступінь PhD в галузі астрономії в 1972 році в Гарвардському університеті. Елліот працював багато років у Массачусетському технологічному інституті.
Вчений був одним з перших, хто почав активно використовувати техніку спостереження, засновану на реєстрації зміни яскравості далеких зірок (точніше, їхнє короткочасне зникнення) при проходженні по їх диску планет. Цей метод вимагає дуже охайних і постійних спостережень — попри те, що вчені проводять попередні розрахунки, точний час «зустрічі» планети і зірки невідомий. Кільця Урана Елліот виявив в 1977 році, використовуючи саме цей метод. Кільцева система сьомої планети Сонячної системи значно менша, ніж у Сатурна — Уран оточений кількома кільцями товщиною до кілометра. Діаметр складових їхніх часток варіюється від долі міліметра до десяти метрів. Спочатку Елліот не шукав кільця — він і його колеги мали намір досліджувати інші характеристики планети. Щоб не пропустити момент проходу, вчені почали спостерігати Уран заздалегідь, і незадовго до планованого часу «зустрічі» зірка, на тлі якої мала пройти планета, кілька разів зникла. Після моменту транзиту зірка знову кілька разів зникла. Причиною «підморгування» світила виявилися кільця Урана.
Існує певна дискусія, хто відкрив кільця Урана, Елліот чи Вільям Гершель у своєму огляді 1797 року. Проте, схоже науковий консенсус схиляється на бік Елліота як першовідкривача.
У 1988 році Елліот виявив атмосферу Плутона — при проході планети на тлі зірки остання зникала не різко, а поступово. Така динаміка вказує, що планета оточена газовою оболонкою. Кратер на Плутоні названий на його честь.
В останні роки Елліот разом з колегами вивчав пояс Койпера — область космічного простору за орбітою Нептуна, у якій міститься безліч астероїдів і карликових планет.
Помер від раку 3 березня 2011 року.

## Виноски
1. ↑  http://www.nytimes.com/2011/03/11/us/11elliot.html?_r=1&ref=obituaries
2. ↑  Rincon, Paul (18 квітня 2007). Uranus rings 'were seen in 1700s'. BBC News. Архів оригіналу за 15 березня 2012. Процитовано 13 березня 2011.
3. ↑  Did William Herschel Discover The Rings Of Uranus In The 18th Century?. Physorg.com. 2007. Архів оригіналу за 29 вересня 2007. Процитовано 20 червня 2007.
4. ↑  Lutz D. Schmadel. Dictionary of Minor Planet Names. — 5-th Edition. — Berlin, Heidelberg : Springer-Verlag, 2003. — 992 (XVI) с. — ISBN 3-540-00238-3.